# Castelnau-d’Auzan
Castelnau-d’Auzan – miejscowość i dawna gmina we Francji, w regionie Oksytania, w departamencie Gers. W 2013 roku jej populacja wynosiła 1074 mieszkańców.
W dniu 1 stycznia 2016 roku z połączenia dwóch ówczesnych gmin – Castelnau-d’Auzan oraz Labarrère – utworzono nową gminę Castelnau d’Auzan Labarrère. Siedzibą gminy została miejscowość Castelnau-d’Auzan.